# Gunnareds kyrkogård
Gunnareds kyrkogård är en kyrkogård i stadsdelen Angered i Göteborg, vilken ligger intill Gunnareds kyrka.
Kyrkogården, som invigdes i juni 2003 av kontraktsprosten Lennart Widing, omfattar 80 hektar och planerades för 1 435 kistgravar, 861 urngravar och en minneslund. Det finns planer på en framtida utvidgning med 1 100 kistgravar och 800 urngravar.
Planer på en ny kyrkogård i nordöstra Göteborg påbörjades på 1980-talet. Mark anskaffades genom ett markbyte mellan kyrkogårdsförvaltningen och kommunen vid årsskiftet 1988/1989 och i slutet av 1990-talet anordnades en arkitekttävling om den nya kyrkogårdens gestaltning, vilken vanns av landskapsarkitekten Åke Andersson.